# Кухарчук Василь Васильович
Кухарчук Василь Васильович (нар. 19 вересня 1952 р. в с. Киянівка Барського району Вінницької області) — український науковець, доктор технічних наук, професор кафедри комп'ютеризованих електромеханічних систем і комплексів Вінницького національного технічного університету, заслужений працівник освіти України, відмінник освіти, дійсний член Академії метрології України.

## Життєпис
Василь Васильович Кухарчук народився 19 вересня 1952 року на Вінниччині в родині службовців. Навчався у Митківській середній школі. У 1970 році вступив до Київського політехнічного інституту. У 1975 році закінчив навчання у Вінницькому політехнічному інституті на факультеті радіоелектроніки зі спеціальності «Електронні обчислювальні машини».

## Професійна діяльність
1976—1979 — інженер Вінницького заводу радіотехнічної апаратури.
1980—1983 — начальник конструкторського бюро нестандартних засобів вимірювань відділу автоматизованих систем управління технологічними процесами Вінницького заводу радіотехнічної апаратури.
1983—1987 — навчався в аспірантурі Вінницького політехнічного інституту.
1983—1995 — працював на посадах наукового співробітника, асистента, старшого викладача, доцента кафедри автоматики та інформаційно-вимірювальної техніки ВПІ.
1988 — захист кандидатської дисертації та присудження наукового ступеня кандидата технічних наук.
1992 — присвоєно вчене звання доцента.
1995—2001 — доцент, професор кафедри метрології та промислової автоматики Вінницького державного технічного університету.
1999 — захист докторської дисертації зі спеціальності «Прилади і методи контролю та визначення складу речовин».
2000 — присуджено науковий ступінь доктора технічних наук.
2001—2022 — завідувач кафедри теоретичної електротехніки та електричних вимірювань факультету електроенергетики та електромеханіки Вінницького національного технічного університету (ВНТУ).
2002 — присвоєно вчене звання професора.
2006—2015 — заступник директора з наукової роботи Інституту електроенергетики та електромеханіки ВНТУ.
2022 — професор кафедри комп'ютеризованих електромеханічних систем і комплексів Вінницького національного технічного університету.

## Звання та нагороди
- 2006, 2009, 2010, 2011, 2018 — нагороджено Почесними грамотами Вінницької обласної державної адміністрації та обласної ради за сумлінну працю, особистий внесок у розвиток науково-дослідної роботи, високий професіоналізм, досягнуті успіхи у вихованні студентської молоді та розвиток національної освіти.

- 2010 — Грамота Вищої Атестаційної Комісії України — за вагомий внесок у підготовку і атестацію наукових кадрів вищої кваліфікації.

- 2010 — Почесна грамота Міністерства освіти і науки України за багаторічну сумлінну працю, особистий внесок у підготовку висококваліфікованих спеціалістів.

- 2014 — нагороджено нагрудним знаком МОН України «Відмінник освіти».

- 2018 — присвоєно почесне звання Заслужений працівник освіти України[1].

## Наукова, педагогічна та навчально-методична робота
Професор Кухарчук є автором понад 350 наукових робіт, серед яких 12 монографій, 8 підручників, 13 навчальних посібників, 73 патенти України на винахід та корисну модель, 19 публікацій у Scopus (h-індекс=5) і Web of Science.
Кухарчук В. В. є фахівецем у галузі експериментальної інформатики.
Основні напрямами наукової діяльності
— розробка та впровадження у виробництво автоматизованих систем управління технологічними процесами гальванопокриттів деталей основного виробництва, автоматизація керування роботом-маніпулятором складських приміщень; теоретичне обґрунтування взаємодії роботів-маніпуляторів з електронною географією комплектуючих; синхронізація роботи робота-маніпулятора з системою автоматизованого контролю технологічного процесу термотренування вторинних джерел живлення; розробка та впровадження апаратних засобів і програмного забезпечення адаптерів до персональних комп'ютерів: паралельного і послідовного інтерфейсів, програмованого таймера, адаптера цифрового вольтметра і принтера;
— науково-дослідні роботи з розробки та впровадження у виробництво систем вібромоніторингу та автоматизованого контролю параметрів електричних і неелектричних фізичних величин гідрогенераторів ГЕС-2 та ГАЕС Новодністровського каскаду;
— розробка методики автоматизованого проєктування фільтрів ЕМС напівпровідникових силових перетворювачів для сонячних електростанцій KNESS RnD Center.
Викладає дисципліни
- Основи метрології та електричних вимірювань;
- Інформаційно-вимірювальні системи в електромеханіці;
- Методи та засоби перетворення інформації.

## Наукові публікації
• Метрологія та вимірювальна техніка: навчальний посібник / В. В. Кухарчук, В. Ю. Кучерук, В. П. Долгополов, Л. В. Грумінська. — Вінниця: УНІВЕРСУМ-Вінниця, 2004. — 252 с.
• Метрологічне забезпечення вимірювань і контролю: навчальний посібник / Є. Т. Володарський, В. В. Кухарчук, В. О. поджаренко, Г. Б. Сердюк. — Вінниця: ВДТУ, 2001. — 219 с.
• Метрологія та вимірювальна техніка: навчальний посібник / уклад. : О. Г. Ігнатенко, П. І. Кулаков, В. В. Кухарчук, В. О. Поджаренко. — Вінниця: ВДТУ, 1999. — 68 с.
• Метрологічне забезпечення вимірювань і контролю: навчальний посібник / Є. Т. Володарський, В. В. Кухарчук, В. О. Поджаренко, Г. Б. Сердюк. — Вінниця: ВДТУ, 2001. — 219 с.
• Метрологія та вимірювальна техніка: навчальний посібник / В. В. Кухарчук, В. Ю. Кучерук, В. П. Долгополов, Л. В. Грумінська. — Вінниця: УНІВЕРСУМ‑Вінниця, 2004. — 252 с.
• Вимірювання і комп'ютерно‑вимірювальна техніка: навчальний посібник / В. О. Поджаренко, В. В. Кухарчук ; ВПІ. — Київ: НМК ВО, 1991. — 240 с. — ISBN 5-7763-0340-6.
• Методичні вказівки до оформлення дипломних проектів (робіт) для студентів всіх спеціальностей / уклад.: В. В. Кухарчук, О. Г. Ігнатенко, Р. Р. Обертюх. — Вінниця: ВДТУ, 2002. — 55 с.
• Метрологические основы компьютерно‑измерительной техники: учеб. пособие / В. А. Поджаренко, В. В. Кухарчук ; МВ и ССО УССР, Винниц. политехн. ин‑т. — Киев: УМК ВО, 1989. — 216 с.
• Метрологічне забезпечення вимірювань і контролю: навчальний посібник / Є. Т. Володарський, В. В. Кухарчук, В. О. Поджаренко, Г. Б. Сердюк. — Вінниця: ВДТУ, 2001. — 219 с.
• Метрологія та вимірювальна техніка: Для самостійної роботи студентів та виконання курсових робіт: навчальний посібник / В. О. Поджаренко, В. В. Кухарчук, П. І. Кулаков, О. Г. Ігнатенко ; Вінниц. держ. техн. ун‑т. — Вінниця: ВДТУ, 2000. — 65 с.
• Метрологія та вимірювальна техніка: лабораторний практикум / уклад.: В. О. Поджаренко, В. В. Кухарчук, П. І. Кулаков, В. Ю. Кучерук. — Вінниця: ВДТУ, 2001. — 115 с.
• Мова програмування «Асемблер» для ІВМ‑сумісних комп'ютерів: навчальний посібник / В. О. Поджаренко, В. Ю. Кучерук, В. В. Кухарчук ; Вінниц. держ. техн.
ун‑т. — Вінниця: ВДТУ, 1998. — 66 с.
• Основи метрології та електричних вимірювань: конспект лекцій. Ч. І / В. В. Кухарчук ; Вінниц. нац. техн. ун‑т. — Вінниця: ВНТУ, 2020. — 148 с. — ISBN 978‑966‑641‑791‑9.
• Основи метрології та електричних вимірювань: конспект лекцій. Ч. ІІ / В. В. Кухарчук ; Вінниц. нац. техн. ун‑т. — Вінниця: ВНТУ, 2020. — 154 с. — ISBN 978 ‑966‑641‑803‑9.
• Основи метрології та електричних вимірювань: лабораторний практикум. Ч. 1 / В. Ф. Граняк, В. В. Кухарчук. — Вінниця: ВНТУ, 2017. — 89 с.
• Основи метрології та електричних вимірювань: підручник / В. В. Кухарчук, В. Ю. Кучерук, Є. Т. Володарський, В. В. Грабко ; МОНМС України, Вінниц. нац. техн. ун‑т. — Вінниця: ВНТУ, 2011. — 522 с. — ISBN 978‑966‑641‑455‑0.

## Громадська діяльність
У 2000—2006 рр. В. В. Кухарчук входив до складу спеціалізованої вченої ради по захисту кандидатських і докторських дисертацій у Київському національному університеті технологій та дизайну.
З 2000 року працює в спеціалізованій вченій раді по захисту кандидатських і докторських дисертацій у Вінницькому національному технічному університеті та є експертом секції «Приладобудування» Наукової ради Міністерства освіти і науки України.
Починаючи з 2004 року — експерт ВАК України з кібернетики, інформатики та приладобудування, а з 2011 року — обрано дійсним членом Академії метрології України.
У період 2006—2015 рр. — працював на громадських засадах заступником директора з наукової роботи Інституту електроенергетики та електромеханіки ВНТУ. Професор Кухарчук є членом редколегії чотирьох наукових фахових видань України та одного міжнародного, що входить до наукометричної бази даних Scopus.
У жовтні 2019 року в складі наукової делегації Національної академії наук України взяв участь у заходах, пов'язаних з обміном досвідом в межах Global Academicians Forum on Scientific & Technological Innovation and Cooperation of ZGC Forum 2019.

Життєве кредо: Не бійся допомагати людям.

## Хобі
- Гра в шахи.
- Риболовля.